# Красносёлка (Овручский район)
Красносёлка (укр. Красносілка) — село на Украине, основано в 1854 году, находится в Овручском районе Житомирской области.
Код КОАТУУ — 1824280603. Население по переписи 2001 года составляет 392 человека. Почтовый индекс — 11152. Телефонный код — 4148. Занимает площадь 1,15 км².

## Местный совет
11152, Житомирская область, Овручский р-н, с. Бондари.